# Reuven Rivlin
Pour les articles homonymes, voir Rivlin.
Ne doit pas être confondu avec Ronald Rivlin ou Reuven Rubin.
Reuven « Ruby » Rivlin (en hébreu : רְאוּבֵן "רוּבִי" רִיבְלִין), né le 9 septembre 1939 à Jérusalem, est un homme d'État israélien. Membre du Likoud, il est notamment président de l'État d'Israël de 2014 à 2021.
Issu d'une famille d'érudits, il est élu député à la Knesset en 1988 sous les couleurs du Likoud, après avoir brigué sans succès l'investiture de la droite pour les élections municipales de Jérusalem.
Il est ministre des Communications de 2001 à 2003, dans le premier gouvernement dirigé par Ariel Sharon. Il est ensuite président de la Knesset à deux reprises, de 2003 à 2006 puis de 2009 à 2013.
En 2014, après une première tentative face à Shimon Peres sept ans plus tôt, il est élu président de l'État d'Israël malgré des rapports conflictuels avec le chef du Likoud, Benyamin Netanyahou. À l’issue de son septennat, Isaac Herzog lui succède.
Partisan revendiqué du Grand Israël et donc opposé à la solution à deux États, il défend publiquement les droits de la minorité arabe, à l'inverse d'une partie de son camp.

## Biographie

### Origines, carrière et mariage
Issu d'une famille juive ashkénaze établie à Jérusalem depuis 1809, Reuven Rivlin est un descendant des disciples du Gaon de Vilna. Son père, Yosef Yael 
Rivlin, est en outre l'auteur de la première version hébraïque du Coran.
Après avoir accompli son service militaire et étudié le droit à la faculté de l'université hébraïque de Jérusalem, dont il sort diplômé, Reuven Rivlin sert comme major dans l'armée, puis devient avocat. Durant cette période, il rencontre Nechama Rivlin (en) (1945-2019), une étudiante en biologie, qu'il épouse en 1970 ; de leur union naissent quatre enfants.
Avant d'entrer en politique, Rivlin occupe les fonctions de conseiller juridique de l'association sportive Beitar Jerusalem, responsable d'une équipe de football. Il est, par ailleurs, membre du conseil municipal de Jérusalem ainsi que des conseils d'administration du théâtre Kan et du Musée d'Israël.
Il est végétarien depuis les années 1960.

### Parcours politique

#### De la Knesset au gouvernement
Élu membre du conseil municipal de la ville de Jérusalem en 1978, il est élu député à la Knesset, le Parlement israélien, en 1988. La même année, il est désigné président du Likoud, parti de droite, et conserve ce titre durant cinq ans, jusqu'en 1993, un an après avoir été vaincu lors des élections législatives.
Il est néanmoins réélu député en 1996. Trois ans plus tard, il conserve son mandat parlementaire après des élections législatives anticipées. Nommé ministre des Communications dans le gouvernement d'Ariel Sharon en 2001, il se démet de ses fonctions moins de deux ans plus tard quand, le 28 février 2003, il est désigné président de la Knesset, après les élections législatives.
Deuxième personnage de l'État d'Israël après le président Moshe Katsav, il sort plusieurs fois de la réserve liée à sa fonction pour critiquer sévèrement la politique de désengagement menée par Sharon. Les rapports entre le président de la Knesset et le chef du gouvernement seront de plus en plus tendus tout au long de la législature. Le 28 mars 2006, il perd la présidence des travaux de la Knesset, qu'il doit laisser à la députée centriste Dalia Itzik.

#### Première candidature à la présidence de l'État
Convoitant de longue date la présidence de l'État d'Israël, dépourvue de pouvoir exécutif mais assurant à celui qui l'occupe un réel prestige, Reuven Rivlin se déclare candidat à l'élection présidentielle du 13 juin 2007. Le prochain chef de l'État doit rendre à la fonction présidentielle toute sa dignité, puisque que le sortant Moshe Katsav a été suspendu de ses fonctions après des accusations de viol à son encontre.
Présenté comme un candidat sérieux, Reuven Rivlin paraît en mesure de l'emporter face à l'ancien Premier ministre Shimon Peres, dont la candidature est dénigrée par la presse israélienne et une partie de l'échiquier politique. Pourtant, le jour du scrutin, Rivlin ne recueille que 37 voix à l'issue du premier tour, loin derrière Peres qui, lui, en obtient 58. Considéré comme défait d'avance, Rivlin décide finalement de retirer sa candidature, et l'élection de Peres paraissait acquise.

#### Deuxième présidence de la Knesset
Le 30 mars 2009, les députés de la Knesset élisent leur président, et c'est une fois encore Reuven Rivlin qui est désigné par ses pairs, avec une large majorité de 90 voix sur 120 votants. Ayant promis à l'opposition de présider les débats de la chambre de manière impartiale et juste, Rivlin entre régulièrement en conflit avec le Premier ministre et chef du Likoud, Benyamin Netanyahou. Les deux hommes ne s'apprécient pas, et le chef du gouvernement aurait tenté d'empêcher l'élection de Rivlin à la tribune présidentielle de la Knesset.
Le 29 avril 2010, il provoque une polémique après avoir dit qu'il lui paraissait « préférable d'accepter les Palestiniens comme des citoyens israéliens plutôt que de diviser Israël et la Cisjordanie dans une solution de paix future à deux États ». L'opinion publique s'émeut de ces propos, ce qui fait dire à Rivlin que sa déclaration n'était peut-être pas comprise dans le contexte approprié.

#### Deuxième candidature à la présidence de l'État
Défait par Peres en 2007, Reuven Rivlin espère encore accéder un jour à la présidence de l'État d'Israël, à l'issue du septennat du chef de l'État sortant. Mais conscient qu'il doit bénéficier du soutien de Netanyahou pour être élu, il tente de se rapprocher du Premier ministre qui cherche un autre candidat pour éviter de devoir soutenir Rivlin. Mais la popularité de celui-ci, de même que les scandales financiers et les affaires de mœurs impliquant les proches du chef du gouvernement, font que la candidature de Rivlin à la prochaine élection présidentielle du 10 juin 2014 paraît inévitable.
Officiellement désigné candidat par son parti et fort du soutien du Premier ministre qui le soutient à contrecœur, Reuven Rivlin recueille 44 voix à l'issue du premier tour, contre 31 à Meir Sheetrit, 28 à Dalia Itzik, 13 à Dalia Dorner (en) et 1 à Dan Shechtman. N'ayant pas recueilli la majorité absolue des suffrages, il doit accepter d'être confronté, au second tour, à Sheetrit, parlementaire et ministre au long cours qui ne parvient pas cependant à battre Reuven Rivlin : au second tour, ce dernier est élu président de l'État d'Israël par 63 voix contre 53 pour Sheetrit,. À 74 ans, Rivlin devient le dixième chef de l'État israélien en succédant à Peres qui, sept ans plus tôt, l'avait vaincu.

#### Président de l'État d'Israël

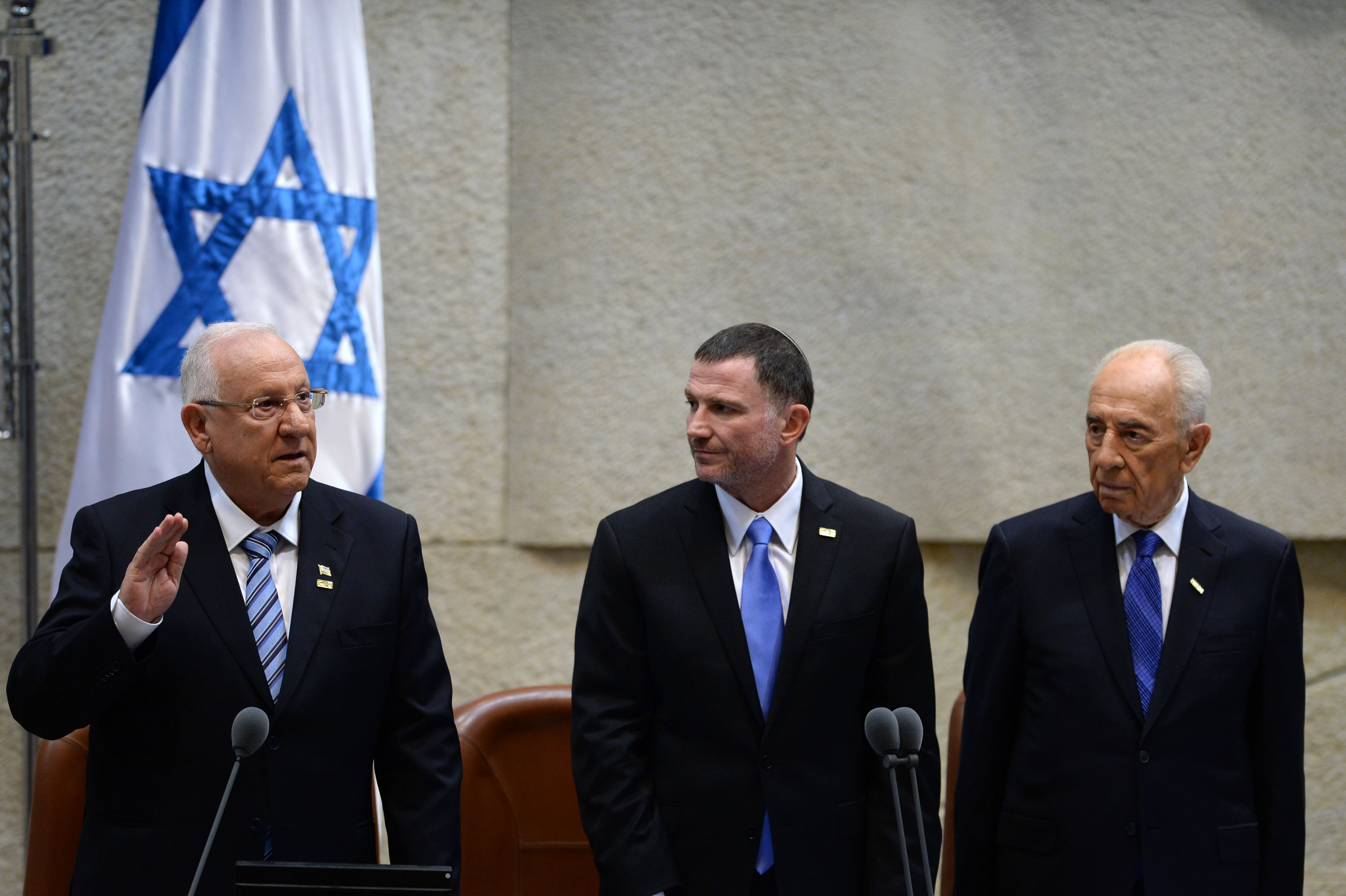
Reuven Rivlin prêtant serment devant Peres, le 24 juillet 2014.

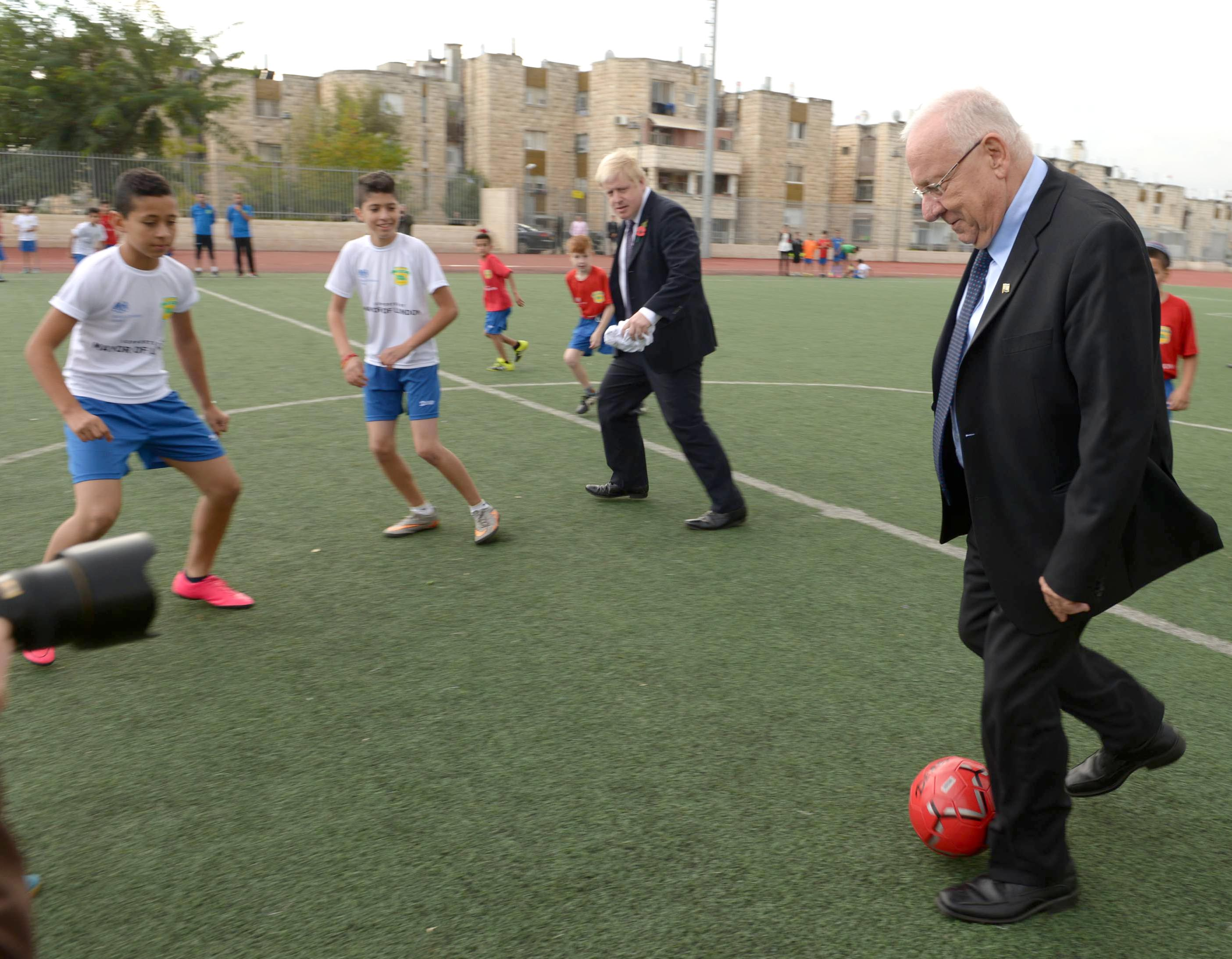
Rivlin jouant au football avec Boris Johnson et des enfants à Shaar Shvyon.

Le 24 juillet 2014, Reuven Rivlin est officiellement investi président de l'État d'Israël après avoir prêté serment devant son prédécesseur, Shimon Peres, et les membres de la Knesset. L'investiture de Rivlin a lieu dans un contexte géopolitique particulièrement tendu alors que débute l'opération « Bordure protectrice ». Dans un long discours d'investiture, le nouveau chef de l'État ne manque pas de le rappeler, affirmant cependant que la « guerre contre le terrorisme » est une « juste cause », répondant aux critiques adressées à son pays par la communauté internationale.
Le 25 mars 2015, après la victoire relative du Likoud aux élections législatives du 17 mars précédent, Reuven Rivlin charge officiellement son vieil adversaire Benyamin Netayhaou de la constitution d'un gouvernement, après une longue série de consultations. Il prend de court le Premier ministre sortant car en déclarant qu'il était « favorable » à l'investiture d'un gouvernement d'union nationale qui pourrait épargner la démocratie selon lui, le président Rivlin rend public le désaccord l'opposant à Netanyahou qui, lui, ne veut constituer qu'un cabinet de droite, ce qu'il fait péniblement quelques mois plus tard.
Tout au long du mois d'août 2015, Rivlin reçoit des menaces de mort après avoir fait part de son émotion à la suite de la mort d'un bébé palestinien de dix-huit mois, brûlé vif dans sa maison du fait de l'action d'extrémistes Juifs nationalistes. Accusé de « trahison », présenté comme un « arabe » sur les réseaux sociaux par les plus radicaux, il doit accepter le renforcement de sa sécurité, bien qu'il se dise indifférent aux critiques et menaces le concernant directement, allant jusqu'à reprocher à la société israélienne de ne pas accorder la même importante au terrorisme juif qu'au terrorisme arabe.
Au mois de septembre suivant, alors que les écoles font leur rentrée en Israël, les établissements d'enseignement chrétien sont en grève. Ils protestent contre la baisse de leurs allocations, le gouvernement de Netanyahou favorisant les écoles publiques juives. Dans ce contexte, le président Rivlin s'est imposé comme un médiateur dans le conflit après l'intervention du pape François demandant des comptes au chef du gouvernement.
Le président Rivlin critique la loi votée en 2017 par la Knesset permettant à Israël d'exproprier, moyennant indemnisation, des terres privées appartenant à des Palestiniens en Cisjordanie pour permettre l'implantation de colons juifs. Il considère que cette loi, qui légifère pour la première fois depuis l'occupation des Territoires en 1967, sur un territoire qui n'est pas sous souveraineté israélienne, fera qu'Israël pourrait être considérée comme un « État d'apartheid ».
De 2019 à 2021, Israël traverse une période d'instabilité politique en raison des échecs successifs des différents partis à former un gouvernement de coalition, entraînant la convocation d'élections législatives anticipées en avril 2019, septembre 2019 et mars 2020. À la suite des élections législatives de 2021, les quatrièmes en moins de deux ans, il charge à nouveau Benyamin Netanyahou, dont le parti est une nouvelle fois arrivé en tête, de former un gouvernement. Après l’échec de celui-ci, il confie cette tâche à Naftali Bennett, qui parvient à constituer un gouvernement hétéroclite (huit partis, allant de la gauche à l’extrême droite et incluant une formation islamiste) : la Knesset lui vote la confiance à une voix près le 13 juin 2021, à trois semaines de la fin du mandat présidentiel de Rivlin, ce qui met fin à quinze années (dont douze consécutives) de pouvoir Netanyahou.
Alors que le président de l'État d'Israël ne peut briguer de second mandat depuis une loi adoptée en 2000, le candidat indépendant Isaac Herzog est élu président le 2 juin 2021 par la Knesset. Il succède à Reuven Rivlin le 7 juillet suivant.

## Prises de position

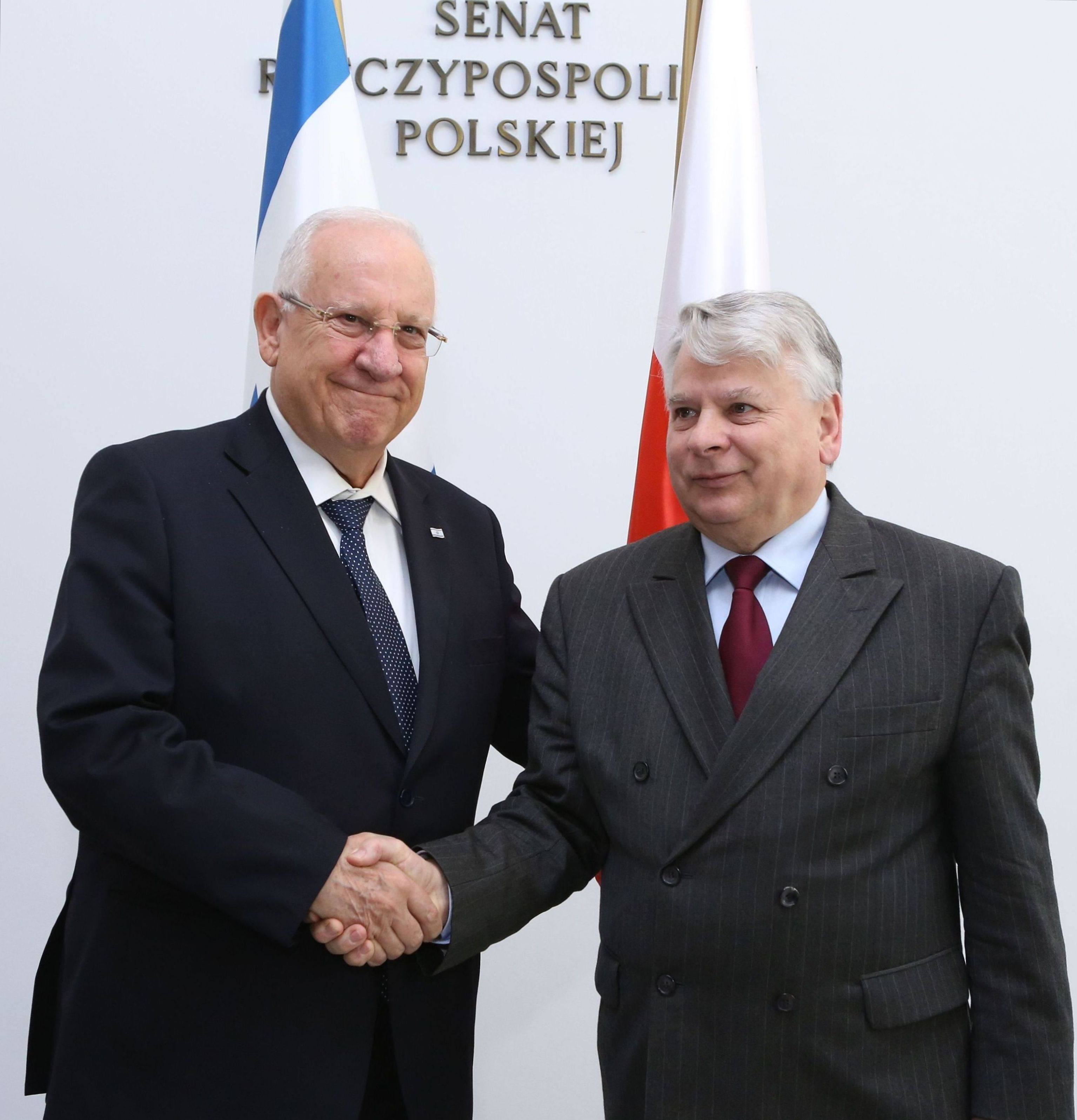
Reuven Rivlin avec Bogdan Borusewicz, lors de sa visite officielle en Pologne (2014).

Considéré comme un « faucon » du Likoud, Reuven Rivlin se déclare partisan du Grand Israël, se démarquant ainsi de son prédécesseur à la présidence, Shimon Peres, qui avait plaidé pour la création d'un État palestinien. Il appartient à la droite nationaliste radicale, notamment s'agissant de son refus de toutes concessions territoriales envers les Palestiniens et pour son soutien à la colonisation.
Engagé pour le respect de l'État de droit, il s'est de nombreuses fois opposé à l'extrême droite israélienne, notamment en militant pour une meilleure intégration des citoyens arabes dans la société et reste respecté au-delà des clivages politiques, comme le montre le soutien reçu par le quotidien centre gauche Haaretz dans sa course à la présidence d'Israël. Il se penche par exemple en mai 2015 sur une meilleure intégration des Israéliens d'origine éthiopienne, après les manifestations de ces derniers, dénonçant le racisme de la société dans laquelle ils ont immigré. Il s'est aussi opposé aux projets de loi ultranationalistes comme celui, défendu par Nétanyahou, de faire d'Israël l'État-nation du peuple juif.
En mai 2009, alors que le pape Benoît XVI se rend à Yad Vashem, Rivlin refuse de se rendre à l’aéroport « pour accueillir un ex-membre des Jeunesses hitlériennes et de la Wehrmacht » et déclare : « Que peut-on faire ? Il en faisait partie. Avec tout le respect que je dois au Saint-Siège, on ne peut pas ignorer les casseroles qu’il traîne derrière lui ».
En juin 2010, il se retrouve au centre d'une polémique après avoir ignoré les conseils d'un comité qui a recommandé l'annulation du mandat de la députée arabe Haneen Zoabi pour avoir participé à la flottille de Gaza quelques semaines plus tôt. Cette ignorance est fermement condamnée par de nombreux députés de droite et d'extrême droite, mais les libéraux israéliens et étrangers louent alors l'impartialité de Rivlin ainsi que son courage à défendre la démocratie israélienne.
Il est en 2010 l'un des rares hommes politiques à refuser la création d'un État palestinien, préférant un État unique de la mer au Jourdain, avec une stricte égalité des droits entre Juifs et Arabes. À ceux qui lui rétorquent que les Juifs risquent d'y être minoritaires, il répond qu'avoir peur de vivre en harmonie avec les Arabes est la racine du racisme. La séparation des deux peuples dans des États distincts n'apporterait pas la sécurité à Israël, mais au contraire de plus grands dangers que la construction d'une société commune. Rivlin, sur cette base, considère que toutes les adaptations peuvent être envisagées afin d'obtenir la solution optimale pour que vivent ensemble Juifs et Arabes.
Il admet toutefois que lors même tous les États arabes admettraient le droit des Juifs à l'autodétermination, le fondamentalisme islamique qui nie ce droit aux Juifs restera un problème majeur même en cas de paix. En octobre 2014, Rivlin effectue une visite officielle au village arabe israélien de Kafr Qassem où il déclare « les Arabes israéliens sont le sang et la chair d'Israël ». 
S’adressant aux dirigeants des « Amis internationaux de Givat Haviva » (le Centre pour une société partagée), qui lui remettait au mois de mai 2015 un prix récompensant son travail sur la co-existence, Reuven Rivlin a appelé tous les camps politiques en Israël à défendre la cause de la réconciliation, insistant sur le fait que l’avenir du pays dépendait d’une « identité israélienne partagée » judéo-arabe ; il reconnaît les Arabes comme « partie intégrante de cette terre » au sein de laquelle ils doivent vivre dans la stricte égalité sociale et culturelle avec les Juifs. Il invite les Arabes à maîtriser à la perfection l'hébreu et les Juifs à apprendre, dès la première année de scolarité, l'arabe.